# Bondei (langue)
Pour les articles homonymes, voir Bondei.
Le bondei, ou kibondei est une langue bantoue parlée par la population bondei en Tanzanie.